# Mistrzostwa Polski w Łyżwiarstwie Szybkim na Dystansach 2019
33. Mistrzostwa Polski w Łyżwiarstwie Szybkim na Dystansach 2019 odbyły się w dniach 26-28 października 2018 roku na torze Arena Lodowa Tomaszów Mazowiecki. 

## Obrońcy tytułów
| Konkurencja                 | Mężczyźni           | Kobiety                  |
| --------------------------- | ------------------- | ------------------------ |
| 500 metrów                  | Artur Waś           | Natalia Czerwonka        |
| 1000 metrów                 | Konrad Szymański    | Natalia Czerwonka        |
| 1500 metrów                 | Konrad Niedźwiedzki | Natalia Czerwonka        |
| 5000 metrów / 3000 metrów   | Jan Szymański       | Katarzyna Bachleda-Curuś |
| 10 000 metrów / 5000 metrów | Jan Szymański       | Magdalena Czyszczoń      |
| Start masowy                | Konrad Niedźwiedzki | Luiza Złotkowska         |

## Kobiety
| Konkurencja: | 1. miejsce                                   | Rezultat | 2. miejsce                                    | Rezultat | 3. miejsce                                    | Rezultat |
| 500 m        | Kaja Ziomek (MKS Cuprum Lubin)               | 39.56    | Andżelika Wójcik (AZS-AWF Katowice)           | 39.97    | Karolina Bosiek (MKS Zagłębie Lubin)          | 40.04    |
| 1000 m       | Natalia Czerwonka (MKS Zagłębie Lubin)       | 1:18.26  | Karolina Bosiek (Pilica Tomaszów Mazowiecki)  | 1:20.04  | Kaja Ziomek (MKS Cuprum Lubin)                | 1:20.98  |
| 1500 m       | Natalia Czerwonka (MKS Zagłębie Lubin)       | 2:01.68  | Karolina Bosiek (Pilica Tomaszów Mazowiecki)  | 2:03.60  | Karolina Gąsecka (Pilica Tomaszów Mazowiecki) | 2:07.83  |
| 3000 m       | Magdalena Czyszczoń (AZS-AWF Katowice)       | 4:18.46  | Karolina Bosiek (Pilica Tomaszów Mazowiecki)  | 4:18.48  | Karolina Gąsecka (Pilica Tomaszów Mazowiecki) | 4:32.93  |
| 5000 m       | Magdalena Czyszczoń (AZS-AWF Katowice)       | 7:32.41  | Karolina Gąsecka (Pilica Tomaszów Mazowiecki) | 7:51.43  | Olga Kaczmarek (Pilica Tomaszów Mazowiecki)   | 8:12.75  |
| Start masowy | Karolina Bosiek (Pilica Tomaszów Mazowiecki) | 60       | Magdalena Czyszczoń (AZS-AWF Katowice)        | 40       | Natalia Czerwonka (MKS Zagłębie Lubin)        | 28       |

## Mężczyźni
| Konkurencja: | 1. miejsce                                       | Rezultat | 2. miejsce                                   | Rezultat | 3. miejsce                                   | Rezultat |
| 500 m        | Artur Waś (AZS KU Politechniki Opolskiej Opole ) | 35.55    | Artur Nogal (Fundacja ŁiSW Legia Warszawa)   | 35.77    | Piotr Michalski (SKŁ Górnik Sanok)           | 35.86    |
| 1000 m       | Piotr Michalski (Górnik Sanok)                   | 1:11.50  | Sebastian Kłosiński (Stoczniowiec Gdańsk)    | 1:11.55  | Zbigniew Bródka (UKS Błyskawica Domaniewice) | 1:11.91  |
| 1500 m       | Zbigniew Bródka (UKS Błyskawica Domaniewice)     | 1:50.62  | Sebastian Kłosiński (Stoczniowiec Gdańsk)    | 1:52.39  | Adrian Wielgat (Stoczniowiec Gdańsk)         | 1:52.45  |
| 5000 m       | Adrian Wielgat (Stoczniowiec Gdańsk)             | 6:47.86  | Patryk Wójcik (AZS Zakopane)                 | 6:49.46  | Artur Janicki (UKS Błyskawica Domaniewice)   | 6:50.50  |
| 10 000 m     | Patryk Wójcik (AZS Zakopane)                     | 14:00.70 | Szymon Palka (Stoczniowiec Gdańsk)           | 14:09.24 | Artur Janicki (UKS Błyskawica Domaniewice)   | 14:10.67 |
| Start masowy | Marcin Bachanek (GKS Stoczniowiec Gdańsk)        | 60       | Zbigniew Bródka (UKS Błyskawica Domaniewice) | 41       | Patryk Wójcik (AZS Zakopane)                 | 21       |